# Live in Philadelphia '70
Live in Philadelphia '70 è un doppio album Live dei Doors registrato alla Spectrum arena di Filadelfia il 1º maggio 1970. Il concerto è notevole e presenta quasi tutti i successi del gruppo con una stupenda versione di light my fire e una jam potentissima di Mystery Train.

## Tracce
Le canzoni sono scritte dai Doors salvo dove è indicato.

### Disco 1
1. Announcer "Sit Down" - 5:20
2. Tuning - 1:25
3. Roadhouse Blues - 4:40
4. Break on Through (To The Other Side) - 5:12
5. Back Door Man/Love Hides (Dixon, Morrison) - 6:51
6. Ship of Fools - 6:55
7. Universal Mind - 4:31
8. When The Music's Over - 14:27
9. Mystery Train (Parker, Phillips) / Away In India - 13:21
10. Wake Up! - 1:46
11. Light My Fire - 11:46

### Disco 2
1. The Concert Continues - 0:46
2. Maggie M'Gill - 5:49
3. Roadhouse Blues (Reprise) - 2:39
4. Been Down So Long/Rock Me Baby (Crudup) - 9:31
5. The Music Capital of the World, Philadelphia - 0:29
6. Carol (Berry) - 1:48
7. Soul Kitchen - 6:15

## Formazione
- Jim Morrison – voce
- Ray Manzarek – organo, pianoforte, tastiera, basso
- John Densmore – batteria
- Robby Krieger – chitarra